# Fédération socialiste calédonienne
Pour les articles homonymes, voir FSC.
Pour les autres articles nationaux ou selon les autres juridictions, voir Parti socialiste.
La Fédération socialiste calédonienne (FSC) est créée en 1979 par des dissidents du Parti socialiste calédonien (PSC) et du Mouvement libéral calédonien (MLC), et devient en 1981 le Parti socialiste de Nouvelle-Calédonie (PSNC).

## Création
En 1979, la nouvelle direction du Parti socialiste calédonien (PSC), menée par son secrétaire général Jacques Violette, décide de rejoindre le Front indépendantiste. Les membres anti-indépendantistes du mouvement le quittent (deux élus territoriaux sur trois, à savoir Alain Bernut et Claude Fournier). Deux nouveaux partis ressortent de cette dissidence, en vue des élections territoriales du 1er juillet 1979 : le Mouvement socialiste calédonien (MSC) d'Alain Bernut qui se rapproche du Rassemblement pour la Calédonie dans la République (RPCR, principal mouvement anti-indépendantiste) du député Jacques Lafleur, et la Fédération socialiste calédonienne (FSC) de Claude Fournier et Gustave Lethezer. Ces derniers sont rejoints par des dissidents du Mouvement libéral calédonien (MLC, parti centriste et autonomiste fondé en 1971 par des Caldoches ayant quitté l'Union calédonienne) ayant refusé la fusion de ce dernier dans le RPCR en 1978, dont surtout Évenor de Greslan.  

## Élections territoriales de 1979 et disparition
Aux élections territoriales du 1er juillet 1979, la FSC présente des listes dans les circonscriptions Sud et Ouest. Elles obtiennent respectivement 986 voix (4,09 %) et 359 votes (3,38 %), et aucun élu à l'Assemblée territoriale. 
Pour l'élection présidentielle de 1981, la FSC fait activement campagne pour François Mitterrand et, après son élection, se rapproche de certains membres du PSC (surtout Max Chivot et Jean-Paul Caillard) pour créer un grand mouvement rassemblant l'ensemble des socialistes. C'est un échec toutefois, Chivot et Caillard créant la section locale du PS tandis que la FSC se transforme en Parti socialiste de Nouvelle-Calédonie (PSNC)